# Javier Casas Cuevas
Javier Casas (Bilbao, 9 de maig de 1982) és un futbolista basc, que ocupa la posició de defensa.

## Trajectòria
Provinent de l'Arenas, el 1998 entra a les divisions inferiors de l'Athletic Club. Després de militar al juvenil, el Baskonia i el Bilbao Athlètic, la temporada 04/05 debuta amb el primer equip, tot sumant 19 partits de lliga i 2 d'UEFA. Durant les dues següents temporades continuaria gaudint de minuts al conjunt de San Mamés.
A partir de la temporada 07/08 deixa de comptar per a l'equip de Bilbao. Eixe any és registrat i es manté inèdit, mentre que al següent només disputa dos partits. Finalitza la temporada cedit al Córdoba CF, on tan sols apareix en tres ocasions.
L'estiu del 2009 fitxa pel FC Cartagena, que acabava de pujar a la Segona Divisió.